# Holoparamecus singularis
Holoparamecus singularis là một loài bọ cánh cứng trong họ Endomychidae. Loài này được Beck miêu tả khoa học năm 1817.